# Zemský okres

Vertikální struktura správy v Německu

Zemský okres (německy Landkreis, zkráceně Lk, Lkr, Lkrs nebo Landkrs., v Severním Porýní-Vestfálsku a Šlesvicku-Holštýnsku pouze okres (Kreis, zkráceně Kr), je podle německého komunálního práva sdružení obcí a územní samosprávný celek ve třinácti spolkových zemích, vyjma městských států Berlína, Brém a Hamburku. Zemský okres spravuje vymezené území podle zákonů místní samosprávy. Kromě zemských okresů existují v Německu také Kreisangehörige Gemeinde, respektive Kreisfreie Städte, tedy obce/města nepříslušející k okresům, v češtině zpravidla označované jako městské okresy.

## Orgány
Okresní orgány jsou:
- okresní sněm (Kreistag) – zastupitelský sbor okresu, jenž je volen každých pět let, v Bavorsku každých šest
- zemský rada/radová (Landrat/Landrätin – je ve většině spolkových zemí předsedou okresního sněmu či okresního výboru, hlavním úředníkem okresní správy a zároveň nejvyšším úředníkem na komunální úrovni
- okresní výbor (Kreisausschuss) – je zřizován pouze v některých spolkových zemích

## Správa a působnost

Zemské (bíle) a městské (žlutě) okresy v Německu

V sídle zemského okresu, nazývaném okresní město (Kreisstadt), jsou umístěny úřady (například úřad zemského rady, okresní správa), které okres spravuje. Vedle úkolů komunální samosprávy plní také úkoly nižšího orgánu státní správy „jako prodloužená ruka státu“. V případě plné komunalizace tyto úkoly neprovádí zemský rada a jeho úřad jako nižší orgán státní správy, nýbrž jako přenesené úkoly samotného okresu. Vykonává obecný dozor a zvláštní dozor nad obcemi patřícími do okresu. Okres může sloužit například jako vedení školského úřadu nebo okresního policejního úřadu. Za účelem pokrytí svých finančních potřeb vybírají okresy okresní poplatek od obcí patřících do okresu a v závislosti na konkrétním uspořádání v jednotlivých zemích dostávají další vyrovnávací finanční prostředky.
Okres a obce patřící do okresu jsou v úzkém partnerství. Vzhledem k počtu obyvatel a souvisejícím rozdílům plní větší obce (například velká okresní města) patřící do okresu také úkoly, které okres zajišťuje menším obcím. Okres převezme úkol, když je kapacita obce nedostatečná nebo když je nutná finanční kompenzace k vytvoření rovnocenných životních podmínek v okrese, ale také když jsou vyžadovány rovnocenné podmínky v přístupu k úřadům.
Zemský okres poskytuje dávky sociální pomoci podle sociálního zákoníku, organizuje místní veřejnou dopravu, zřizuje oblasti ochrany přírody a krajiny a udržuje je. Stará se o likvidaci odpadu. Je odpovědný za záchranné služby a kontrolu požárů a katastrof, monitorování zdraví a potravin. Dalšími úkoly jsou kontrola chorob zvířat a dobré životní podmínky zvířat, řidičské průkazy, registrace vozidel a výstavba a údržba okresních silnic. Je odpovědný za odborné školy a speciální školy. V některých spolkových zemích je odpovědný za správu katastru nemovitostí a v této souvislosti může provádět měření nemovitostí a budov. Vede místní rodinnou politiku. Pro menší obce zajišťuje za péči o mládež, dohled a vzdělávání a je stavebním úřadem.

## Zajímavosti
Největším zemským okresem Německa je Meklenburská jezerní plošina ve spolkové zemi Meklenbursko-Přední Pomořansko s rozlohou 5 468 km². Nejmenší zemský okres se nachází v Hesensku, a to Mohan-Taunus s rozlohou 229,39 km².